# Исаев, Рамазан Шамилович
Рамазан Шамилович Исаев (род. 17 января 1998, Махачкала) — российский футболист, нападающий белорусского клуба «Нафтан».

## Клубная карьера
В 10 лет я уже занимался в специализированной школе «Победа-1» в Хасавюрте. А спустя два года директор этой школы Михаил Убайдулаев отправил меня в Москву на просмотры в ЦСКА, «Динамо». Взяли в школу ФШМ «Торпедо». В 2014 году был переведён в дублирующий состав московского «Торпедо», за который провёл один сезон. В 2015 году присоединился к армавирскому «Торпедо», в составе которого и дебютировал в профессиональном футболе, отыграв пять встреч за половину сезона. Следующим клубом стало брестское «Динамо». В чемпионате Белоруссии дебютировал 2 апреля 2016 года в матче против БАТЭ, забив мяч. Всего за клуб забил два гола в двенадцати встречах. Летом 2016 года перешёл в сербский клуб «Раднички» Ниш, однако через полгода расторг контракт с клубом по обоюдному согласию.
В январе 2018 перешёл в клуб первой армянской лиги «Арцах» Ереван, за который в 11 играх забил 5 мячей. По окончании сезона покинул клуб, год не выступал на профессиональном уровне. В августе 2019 перешёл в «Ереван», где за полсезона забил 6 голов в 14 матчах, однако его команда проиграла все свои матчи в сезоне и прекратила существование во время зимнего перерыва. В начале 2020 года футболист перешёл в ереванский «Арарат».
в 2020 году играл за такие российские клубы как махачкалинский «Легион Динамо» и димитровградскую «Ладу».
Весной 2021 года перешел в белорусский клуб из Первой лиги «Белшину». В этом же сезоне, в особенности из за голов игрока клуб занял 2 место и поднялся в Высшую лигу страны. В последнем матче сезона против «Лиды» Исаев забил 2 гола, а сама игра закончилась со счетом 5-1 в пользу бобруйского клуба. В своем дебютной сезоне за «Белшину» провел 35 матчей, забил 17 голов и отдал 4 результативные передачи, тем самым став третьим бомбардиром в лиге.
В августе 2022 года перешёл в новополоцкий «Нафтан». Дебютировал за клуб 3 сентября 2022 года в матче против «Осиповичей», отличившись 2 забитыми голами.  Вместе с клубом стал чемпионом Первой Лиги.
В феврале 2023 года футболист продлил контракт с новополоцким клубом. Первый матч за клуб сыграл 18 марта 2023 года против солигорского «Шахтёра».

## Достижения
«Нафтан»
- Победитель Первой Лиги: 2022